# كينيث جيمس جيبسون
كينيث جيمس جيبسون (بالإنجليزية: Kenneth James Gibson)‏ هو منتج أسطوانات وموسيقي أمريكي، ولد في 8 أكتوبر 1973.

## وصلات خارجية
- الموقع الرسمي
- كينيث جيمس جيبسون على موقع ميوزك برينز (الإنجليزية)
- كينيث جيمس جيبسون على موقع ديسكوغز (الإنجليزية)